# Proctacanthella exquisita
Proctacanthella exquisita är en tvåvingeart som först beskrevs av Osten Sacken 1887.  Proctacanthella exquisita ingår i släktet Proctacanthella och familjen rovflugor. Inga underarter finns listade i Catalogue of Life.